# Takamine Tomoki
Takamine Tomoki (sinh ngày 29 tháng 12 năm 1997) là một cầu thủ bóng đá người Nhật Bản.

## Sự nghiệp câu lạc bộ
Takamine Tomoki hiện đang chơi cho Hokkaido Consadole Sapporo.